# Орбита (роман)
«Орбита» (англ. Orbital) — роман английской писательницы Саманты Харви, опубликованный в 2023 году издательством Jonathan Cape в Великобритании и Grove Atlantic в США. Роман повествует о 24 часах жизни шести астронавтов на борту Международной космической станции.
Роман был хорошо принят критиками. Он завоевал Букеровскую премию 2024 года и Готорнденскую премию, а также вошёл в шорт-листы премий Оруэлла и Урсулы К. Ле Гуин.

## Создание романа
Во время написания романа Харви наблюдала за прямой трансляцией с Международной космической станции. Она начала писать роман в 2010-х годах, но после 5000 слов остановила работу, почувствовав недостаток знаний по теме космических путешествий. В интервью «Би-би-си» Харви рассказала, что в тот момент думала: «Я никогда не была в космосе. Я никогда не смогу полететь в космос… Кто я такая, чтобы об этом писать?». Однако Харви вновь взялась за перо и завершила роман в 2020 году, во время пандемии COVID-19 в Великобритании, когда перестала беспокоиться, что «посягает на границы космоса».
В одном из интервью Харви заявила, что её целью было создать «космическую пастораль», сосредоточившись на реализме и красоте космоса, а не на спекулятивной природе научной фантастики.

## Сюжет
Действие романа разворачивается на протяжении 24 часов, он рассказывает о шести вымышленных астронавтах и космонавтах из Японии, США, Великобритании, Италии и России, четверых мужчинах и двух женщинах, находящихся на борту Международной космической станции, движущейся по орбите вокруг Земли. Помимо подробного описания обязанностей астронавтов на борту космической станции в романе также представлены их размышления о человечестве и таких темах, как существование и природа Бога, смысл жизни и экзистенциальные угрозы, такие как изменение климата. Ненадолго основной сюжет прерывается повествованиями об инопланетянине, роботе и доисторическом человеке, плывущем по морю. Каждая глава романа охватывает один 90-минутный виток вокруг Земли, при этом за 24 часа станция совершает 16 оборотов.

## Реакция
Джошуа Феррис (англ. Joshua Ferris), пишущий для The New York Times, отметил, что положение астронавтов высоко над Землёй, их относительная изоляция от остального человечества придали философским размышлениям новую ясность, не испорченную предубеждениями, племенным разделением и конфликтами, которые присутствуют на Земле. В The Guardian Александра Харрис (англ. Alexandra Harris) писала, что самоанализ и размышления астронавтов о человечестве являются сильной стороной романа: «Красота книги заключается не столько в явных гимнах восхваления, сколько в глубине ритмов и структур. И именно здесь обнаруживаются некоторые из самых захватывающих мыслей — о ярком и обыденном, о расстоянии и близости». Бетанн Патрик (англ. Bethanne Patrick) в статье в Los Angeles Times пишет, что, показывая шесть персонажей в такой непосредственной близости друг от друга, роман стремится подчеркнуть взаимозависимость людей. Патрик заключает: «Харви удаётся вернуть читателей на Землю, изумляя их тем, как далеко они продвинулись за столь короткий промежуток времени, завершив свой собственный космический полёт по просторам богатого воображения автора».
Джеймс Вуд (англ. James Wood) в своей статье для The New Yorker утверждал, что сюжет романа рудиментарен, однако не он является целью автора. Вуд пришёл к выводу, что проза Харви ярко описывает опыт пребывания в космосе, включая восторг от выхода в открытый космос, возможность видеть целые континенты под ногами, при этом мчась со скоростью 28 000 км/ч. Критик отметил, что с помощью английского языка сложно описать жизнь в космосе, но Харви смогла это сделать. Вуд также похвалил Харви за использование необъятности космоса, Земли и жизни астронавтов для исследования метафизических концепций.

### Букеровская премия
Роман выиграл Букеровскую премию 2024 года как лучший роман, написанный на английском языке и опубликованный в Соединенном Королевстве или Ирландии. Художник Эдмунд де Ваал (англ. Edmund de Waal), председатель жюри, сказал, что творчество Харви превратило Землю в «нечто, требующее осмысления, вызывающее глубокий резонанс». Харви стала первой женщиной, получившей Букеровскую премию с 2019 года, когда награду разделили Маргарет Этвуд и Бернадин Эваристо. Среди произведений, вошедших в шорт-лист, роман был лидером по числу продаж. Ранее Харви была номинирована на Букеровскую премию за дебютный роман 2009 года The Wilderness, вошедший в лонг-лист. Роман «Орбита» объёмом 136 страниц оказался вторым самым коротким романом, удостоенным Букеровской премии (самым коротким стала работа Пенелопы Фицджеральд Offshore 1979 года). Благодаря победе в 2024 году произведение стало первым романом, действие которого происходит в космосе, удостоенным этой престижной награды. Сара Коллинз (англ. Sara Collins), входившая в состав жюри премии, отметила, что книга отвлекла её от многочисленных кризисов на Земле и позволила по-новому взглянуть на них и на человечество. Коллинз рассказала, что жюри единогласно выбрало произведение, сделав вывод: «Это книга, которая нам нужна сейчас, и, возможно, она будет нужна нам всегда».

## Награды и премии
| Год  | Награда                         | Результат    | Ссылки        |
| ---- | ------------------------------- | ------------ | ------------- |
| 2024 | Букеровская премия              | Победа       | [ 17 ] [ 15 ] |
| 2024 | Готорнденская премия            | Победа       | [ 5 ] [ 6 ]   |
| 2024 | Литературная премия The InWords | Победа       | [ 18 ]        |
| 2024 | Премия Оруэлла                  | В шорт-листе | [ 19 ]        |
| 2024 | Премия Урсулы Ле Гуин           | В шорт-листе | [ 8 ]         |